# Palensteinse Polder
De Palensteinse Polder was een waterschap in de gemeente Zoetermeer, in de Nederlandse provincie Zuid-Holland.
Het waterschap was verantwoordelijk voor de vervening, drooglegging en later de waterhuishouding in de polder. Na een reeks van waterstaatkundige herindelingen valt de polder momenteel onder verantwoordelijkheid van het Hoogheemraadschap van Rijnland.
De Palensteinse Polder werd van 1759 - 1762 drooggemalen met behulp van drie achter elkaar geplaatste watermolens die het water trapsgewijs uitsloegen op de Elleboogse wetering, waarvandaan het afgevoerd werd naar de Oude Rijn. Ze staan er nog steeds, de drie met riet gedekte achtkante schepradmolens, maar werden in 1924 tot één laag hoog afgeknot toen hun waterhuishoudelijke taak werd overgenomen door een dieselgemaal. Op de plaats van dit dieselgemaal staat nu het gemaal Palenstein. Het waterpeil in de polder is laag, 6,40 m beneden NAP; het gemaal pompt het water 5,80 m omhoog tot het boezemniveau van de Elleboogse wetering waar het water wordt uitgeslagen: -0,60 m NAP.

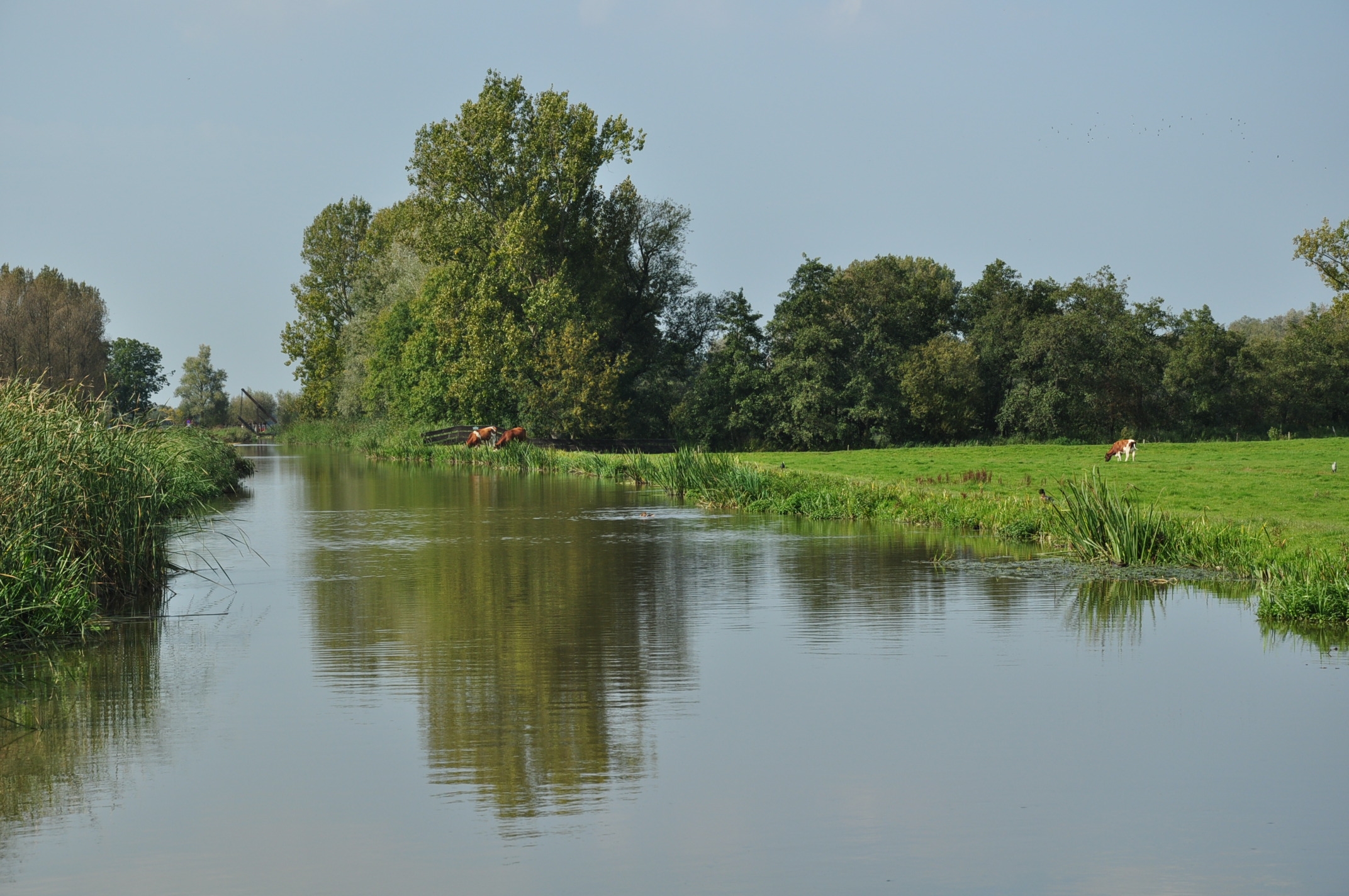
De Elleboogse Wetering op de grens van Zoetermeer en Zoeterwoude. De Palensteinse Polder watert uit via deze wetering.

De polder is momenteel vrijwel geheel verstedelijkt; er bevinden zich 3 stadswijken van Zoetermeer: Palenstein, Seghwaert en Noordhove. In het noorden zijn recreatieplassen: de Noordhovense Plas en de Benthuizer Plas. Ook de oostelijke helft van de Zoetermeerse Plas, een onderdeel van het Recreatiegebied Noord Aa ligt in de Palensteinse polder. Bij de aanleg van dit plassengebied zijn de Slootweg, de Benthuizervaart en de Elleboogse wetering, oude landschappelijke elementen aan de noordgrens van de polder, bewaard gebleven. De Slootweg is van middeleeuwse oorsprong en vormde de grens tussen Zegwaart en Zoeterwoude.